# Hyalobathra caenostolalis
Hyalobathra caenostolalis là một loài bướm đêm trong họ Crambidae.